# Genac-Bignac
Genac-Bignac község Franciaország Új-Aquitania régiójában, Charente megyében. Új községként 2016. január 1-jén jött létre két korábbi község: Genac és Bignac egyesítésével. Lakosainak száma 973 fő (2022. január 1.).

## Népesség
| Lakosok száma | 997  | 1002 | 1011 | 999  | 986  | 973  |
|               | 2017 | 2018 | 2019 | 2020 | 2021 | 2022 |